# آنا من المجر، دوقة ماسكو
آنا من المجر (من مواليد.1226 - ربما حوالي.1274)؛ هي ابنة بيلا الرابع ملك المجر وزوجته ماريا لاسكارينا؛ هي عضو في أسرة أرباد؛ حصلت على العديد من الألقاب من خلال زواجها من روستيسلاف ميخائيلوفيتش.

## الأسرة
كانت آنا الثالثة من عشرة أبناء لوالديها؛ ثلاثة من شقيقاتها أصبحن لاحقاً قديسات: كينغا/ كونيغوندا، مارغريت، والمطوبة يولينتا؛ وشملت أشقائه الأخرون ستيفن الخامس ملك المجر وإليزابيث، دوقة بافاريا.
كان أجدادها من أبيه أندراس الثاني ملك المجر وزوجته الأولى جيرترود من ميرانيا شقيقة أغنيس من ميرانيا، وفي حين أجدادها من والدتها هما ثيودور الأول لاسكاريس وآنا كومنين أنجيلينا.

## الزواج
في 1243 تزوجت آنا من روستيسلاف ميخائيلوفيتش هو سليل أواخر أمراء كييف الكبار من سلالة روريك، لم يتمكن روستيسلاف من تقوية حكمه في منطقة هاليتش، لذلك ذهب إلى بلاط الملك بيلا الرابع من المجر، ومن هناك تزوج من آنا، كانت آنا ابنة المفضلة لوالدها بحيث سمح لها بممارسة النفوذ التي عهده إليه لأتباعه من بينهم صهرها أوتوكار الثاني ملك بوهيميا، لأنه لم يثق في ابنه البكر ورويثه ستيفن، استطاع ابنها الثاني مايكل حكم أجزاء من البوسنة بدعم من جده بيلا الرابع، وأيضا أجرى بيلا الرابع بعض التغييرات الإضافية في مناطق المحيطة، بحيث عين شقيقها الأصغر بيلا على مناطق سلافونيا، دالماسيا، كرواتيا التي كانت في السابق تحت سيطرة وريثه وفي المستقبل ستيفن الخامس ملك المجر.
مما أدى إلى إغضاب ستيفن الخامس، وفي الحرب التي تلت ذلك ساعدت آنا وابنها البكر بيلا والدها بيلا الرابع، وفي نهاية المطاف صُنع السلام في 5 ديسمبر 1262، وفقاً للصلح تم تقسيم المملكة، حيث حصل ستيفن على مناطق شرقي نهر الدانوب تحت مسمى «الملك الصغير»، وبعد السلام قام ستيفن الخامس باحتلال المملتكات آنا التي ورثها من والدهم في الأجزاء الشرقية من المملكة (مملتكات الملكية في كونتية بريخ وقلعة فوزير)؛ وبذلك قدمت آنا شكوى رسمية إلى البابا أوربان الرابع، ولكن «الملك الصغير» لم يسلمها هذه الممتلكات.
آنا لاحقاً ذهبت للعيش مع زوجها في بلاط صهرها في بوهيميا، بحيث تزوج أوتوكار من ابنتها كونيغوندا وبذلك هم آباء فاتسلاف الثاني ملك بوهيميا، زوجها توفي 1262، تاركاً ورائه آنا أرملة، من غير معروف متى توفيت آنا، ربما تكون متوفاة بعد 1274.

## الأبناء
كان الزوجين الأبناء:-
- الدوق بيلا من ماسكو (حوالي.1243 - نوفمبر 1272).
- الدوق مايكل من البوسنة (قبل.1245 - 1271).
- ابنة غير معروف اسمها (ربما آنا) تزوجت أولا من القيصر مايكل الثاني آسين ثم من القيصر كاليمان آسين الثاني.
- كونيغوند، ملكة بوهيميا القرينة (1245 - 9 سبتمبر 1285)؛ تزوجت أولا من أوتوكار الثاني ملك بوهيميا ثم من زافيس فون فالكنستين-روسينبيرغ.
- غريفينا، دوقة بولندا العليا القرينة (حوالي.1248 - بين 1305 حتى 1309)؛ تزوجت من ليزسك الثاني، دوق بولندا العليا.
- مارغريت؛ راهبة.